# Philipp Scheidemann

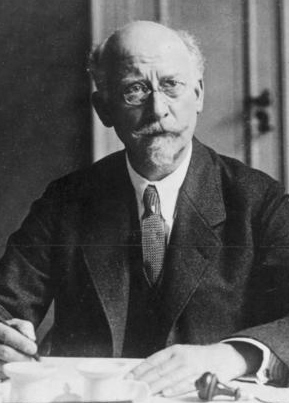
Philipp Scheidemann in 1918

Philipp Scheidemann (Kassel, 26 juli 1865 - Kopenhagen, 29 november 1939) was een Duits sociaaldemocratisch politicus.

## Biografie

### SPD
Scheidemann kwam uit een eenvoudig arbeidersgezin. Nadat hij zijn lagere school had voltooid ging hij in de leer als boekdrukker. In 1883 sloot hij zich aan bij een sociaaldemocratische club in Kassel en was hij actief bij het partijkrant. In zijn vrije tijd volgde hij colleges geschiedenis, wijsbegeerte en economie aan de Universiteit van Marburg. Vanaf 1886 was hij fulltime medewerker bij de Sozialdemokratische Partei Deutschlands (SPD). Hij behoorde tot de centrumvleugel van de partij. Van 1903 tot 1933 was hij Rijksdagafgevaardigde. Scheidemann was van 1908 tot 1911 gemeentesecretaris van Kassel. In 1911 werd hij fractievoorzitter van de SPD in de Rijksdag (tot 1918) en van 1912 tot 1918 was hij vicevoorzitter van de Rijksdag. In 1913 werd niet Scheidemann, maar Friedrich Ebert, voorzitter van de SPD.

### Novemberrevolutie
Hij steunde Duitslands deelname aan de Eerste Wereldoorlog, maar niet van harte, en in 1917 was hij een van de voormannen van de SPD die naar een vrede zonder annexaties streefde. In oktober 1918 werd hij staatssecretaris in de regering van prins Max van Baden.

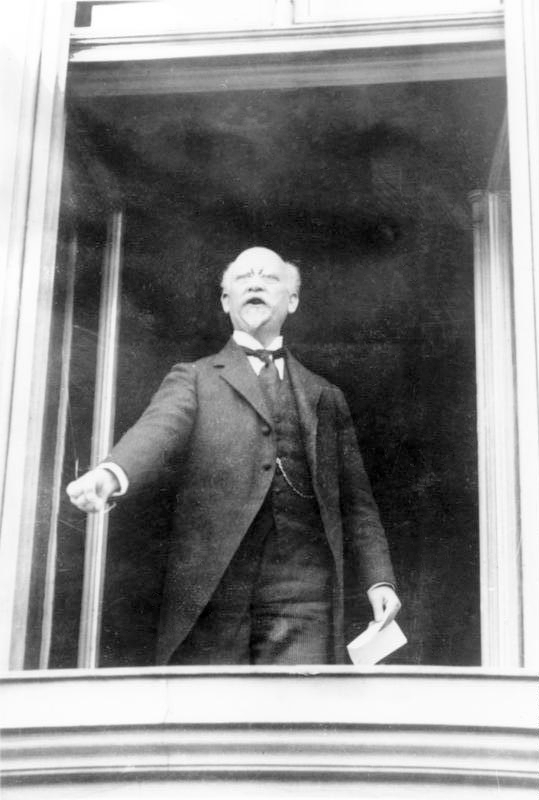
Philipp Scheidemann, staand in een raam van de Rijkskanselarij. Deze en andere foto's zijn niet gemaakt op 9 november 1918, maar pas later om aan die dag te herinneren. Scheidemann zelf beweerde dat hij zijn toespraak uit een raam van het parlement had gehouden.

In november 1918 brak in Duitsland de Novemberrevolutie uit waarbij de keizer werd afgezet en de conservatieve aristocratie haar macht moest afstaan aan een burgerlijke regering. Op 9 november werd zijn partijgenoot Friedrich Ebert de nieuwe rijkskanselier. Scheidemann riep plotseling en zonder afspraak de republiek uit, naar eigen zeggen om de linksradicale spartakist Karl Liebknecht voor te zijn. Mede door deze zet werd de relatie tussen Scheidemann en Ebert gespannen; Ebert wilde de vraag republiek of monarchie aan een nationale vergadering overlaten.
Op 11 november 1918 werd Scheidemann lid van de Raad van Volkscommissarissen, bestaande uit de SPD en USPD (onafhankelijke sociaaldemocraten). De Raad nam tijdelijk de functies van keizer en rijkskanselier waar.

### Na 1918
In januari 1919 werd een Nationale Vergadering gekozen. De vergadering installeerde een voorlopige grondwet en Ebert als rijkspresident. De rijkspresident benoemde op 13 februari 1919 een nieuwe regering. Scheidemann werd regeringsleider met de titel Reichsministerpräsident.
Omdat hij het niet eens was met de voorwaarden van de Vrede van Versailles, trad hij in juni 1919 als regeringsleider af. Van 1920 tot 1926 was Scheidemann burgemeester van Kassel. Zijn kritiek op extreemrechts maakte hem in die kringen een haatfiguur. In 1920 bracht hij de minister van Defensie, Gustav Noske ten val. In 1922 werd er door een extreemrechtse persoon een mislukte aanslag op zijn leven gepleegd.
Zijn onthullingen van de geheime samenwerking van de Reichswehr (Duitse leger) met het Rode Leger in 1926, maakte hem weinig geliefd bij andere politici.
In 1933, na Hitlers machtsovername, emigreerde hij naar Denemarken, waar hij in 1939 op 74-jarige leeftijd overleed.
- Bibsys: 90735541
- Bibliothèque nationale de France: cb13566440g (data)
- CiNii: DA07748142
- Gemeinsame Normdatei: 118754351
- International Standard Name Identifier: 0000 0001 0884 2497
- Library of Congress Control Number: n90704672
- MusicBrainz: 427ae4f2-b164-4ea2-a057-fc206817aebc
- Nationale Bibliotheek van Tsjechië: skuk0001213
- Nationale bibliotheek van Australië: 35479577
- Nationale Bibliotheek van Israël: 987007267514205171
- Nederlandse Thesaurus van Auteursnamen: 201985675
- Réseau des bibliothèques de Suisse occidentale: 02-A003793967
- SNAC: w62d1rsc
- Système universitaire de documentation: 052588114
- Trove: 967928
- Virtual International Authority File: 30332391
- WorldCat: E39PBJkhFFHWtDxwmYk93rMpT3